# Majakowskaja (stacja metra w Moskwie)
Majakowskaja (ros. Маяковская – Majakowska) – stacja linii Zamoskworieckiej metra moskiewskiego, otwarta 11 września 1938 roku, wraz z otwarciem linii Zamoskworieckiej.